# Ноу Месталья

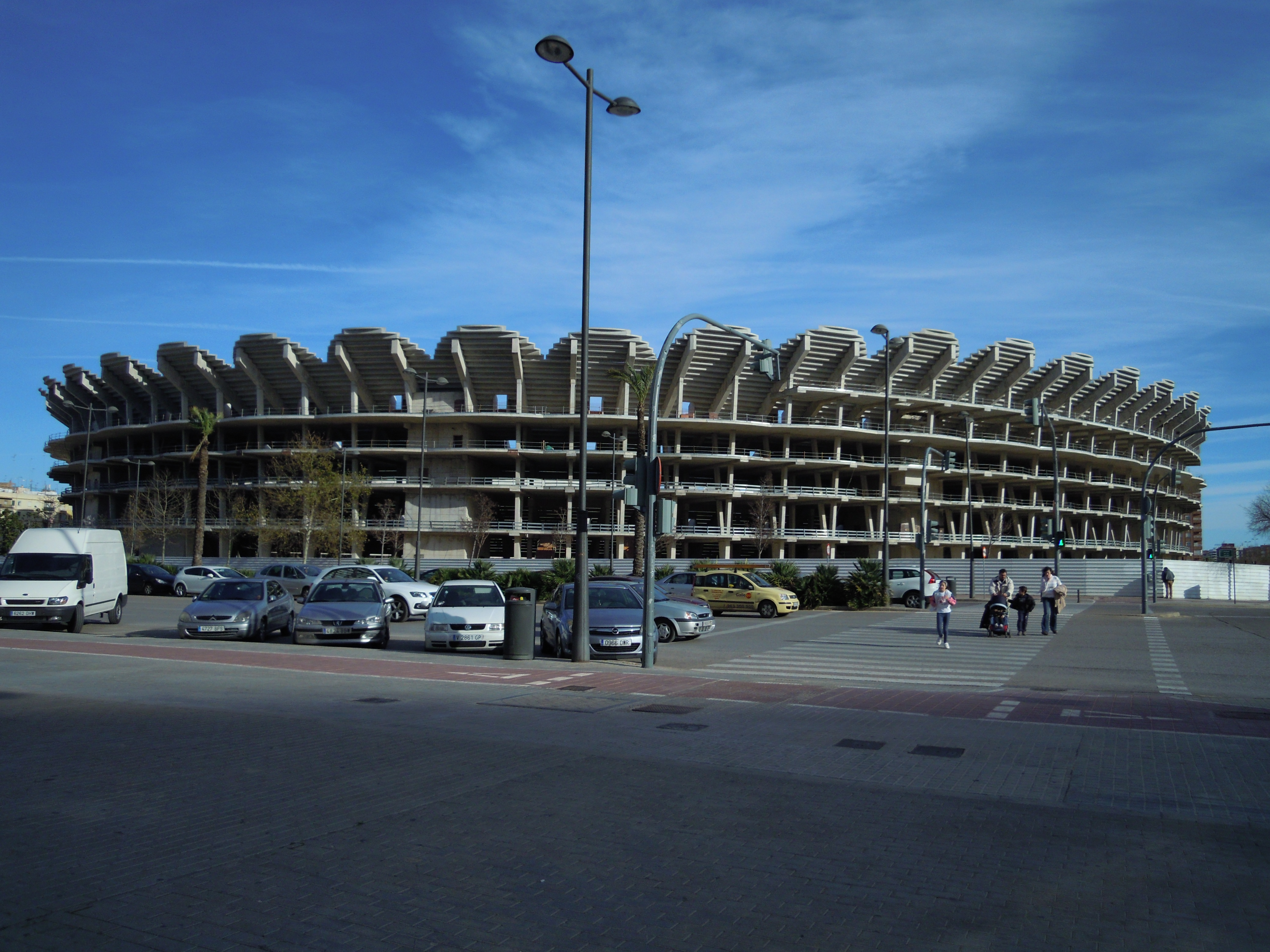
Текущее состояние стадиона.

«Ноу Месталья» (вал. и исп. Nou Mestalla) — строящийся стадион в северо-западной части Валенсии для одноимённого футбольного клуба «Валенсия», вмещающий более 60 тысяч человек. Строительство продолжалось с августа 2007 по февраль 2009 года, однако было остановлено по финансовым причинам. В настоящее время продолжаются переговоры о продаже существующего стадиона ФК «Валенсия», дабы за вырученные средства завершить строительство нового стадиона.
Архитектором стадиона выступила компания ArupSport, изначальная стоимость строительства была оценена в 250 миллионов евро. Дизайн предполагал футуристический экстерьер с алюминиевыми крышей и фасадом и классический интерьер, состоящий из деревянных покрытий. Местом строительства был выбран участок земли из-под бывшей фабрики в районе Беникалап. Строительство стадиона предполагается завершить до 2030 года, дабы стадион мог принимать матчи Чемпионата мира по футболу 2030 года.

## История
Планы о строительстве нового стадиона были озвучены 10 ноября 2006 года тогдашним президентом клуба Хуаном Солером, при этом стадион должен был изначально вмещать 80 тысяч человек. Строительство было начато 1 августа 2007, и уже к февралю 2009 года была готова монолитная коробка арены. Впоследствии строительство было остановлено, однако не раз предпринимались попытки его завершить. В настоящий момент времени идут переговоры о сносе нынешнего стадиона «Месталья» для строительства на его месте жилого квартала, при этом земельный участок, на котором он расположен, будет продан, а на полученные средства предполагается завершить строительство стадиона «Ноу Месталья».
12 декабря 2011 года было объявлено, что клуб заключил сделку с банком Bankia о завершении строительства стадиона и предоставлении нынешнего стадиона «Местальи» во владение банку. При этом имелись планы о завершении строительства стадиона примерно через два года, однако эта сделка позже была отменена.
13 ноября 2013 года Валенсия объявила об обновленном дизайне от компании Fenwick Iribarren Architects. Новый дизайн уменьшил вместимость арены до 61 500 человек. Также было уменьшено количество парковочных мест подземной автостоянки, а также уменьшены массивы крыши и фасада, доставшиеся от оригинального проекта, были переработаны внутренние пространства.
3 октября 2017 года Валенсия объявила, что начнет переговоры с городским советом Валенсии о завершении строительства стадиона Ноу Месталья.
28 декабря 2021 года Анил Мурти представил Председателю правительства Валенсии, Ксимо Пуч, новый проект достройки объекта. Согласно новому проекту, вместимость стадиона должна сократиться примерно до 50 000 мест.